# Union sportive des clubs du Cortenais
 (janvier 2024).
Si vous disposez d'ouvrages ou d'articles de référence ou si vous connaissez des sites web de qualité traitant du thème abordé ici, merci de compléter l'article en donnant les références utiles à sa vérifiabilité et en les liant à la section « Notes et références ».
Actualités
L'Union sportive des clubs du Cortenais (ou USC Corte) est un club de football français basé à Corte. Il évolue en National 3. 
Il joue ses matchs à domicile au Stade Santos Manfredi, doté de 2 000 places.

## Palmarès
- Champion de DH Corse : 1969, 1979, 1983, 1991, 1999, 2002, 2004, 2020
- Vainqueur de la Coupe de Corse : 1949, 1980, 1981, 1984, 1995, 2005, 2006

## Histoire
Il évolue au Stade Santos Manfredi, avenue du 9 Septembre à Corte. Le club a connu de grands joueurs dans ses rangs, comme les internationaux Dominique Colonna et Edmond Delfour. L'âge d'or du club se situe dans les années 1980/90 avec de nombreux titres, avec de nombreux joueurs originaires de la ville.
En 1998, l'US Corte fusionne avec le Football Club Corte Castirla. L'US Corte devient alors l'USC Corte. Le club du Centre Corse revient alors au premier plan en accédant à la CFA2 en finissant champion de DH et invaincu en 2004. Le club restera 10 saisons de suite en CFA2, actuellement le record pour un club non professionnel.
Pour la première fois de son histoire, Corte atteint les trente-deuxièmes de finale de la Coupe de France lors de la saison 2005-2006. Le club est alors entrainé par Jean-André Ottaviani et est présidé par Sylvestre Zuccarelli.
Le club s'incline contre le Stade rennais, club de Ligue 1. Le score final est de 3 à 2 pour le club breton. Le club évolue aujourd'hui en National 3.
L'objectif premier est la structuration du club, qui compte près de 300 licenciés, pour redevenir une place forte du Football Insulaire. Le 22 juillet 2008, le club fête ses 100 ans.
Après sa remontée en National 3 en 2020, le club se maintient en N3 à l'issue de la saison 2021-2022 grâce à une huitième place et 44 points.

## Joueurs et personnalités

### Entraîneur
- 1964-1965 :  Edmond Delfour
- 1986-1989 :  Jules Accorsi
- 2001-mars 2003 :  Didier Gilles
- 2015-:  David Faderne[1]

### Anciens joueurs
- Dominique Colonna, ancien gardien de but international Français
- Jean-Jacques Mandrichi, meilleur buteur du CFA 2 lors de la saison 2004-2005 avec 27 buts
- Pascal Berenguer, footballeur professionnel à l'AS Nancy Lorraine